# موتورولا باك فليب (موبايل)
موتورولا باك فليب (بالإنجليزية: Motorola Backflip)‏ هو هاتف ذكي من موتورولا للهواتف النقالة يعمل بنظام أندرويد، تم طرحه في الأسواق في 7 مارس 2010.

## معرض صور

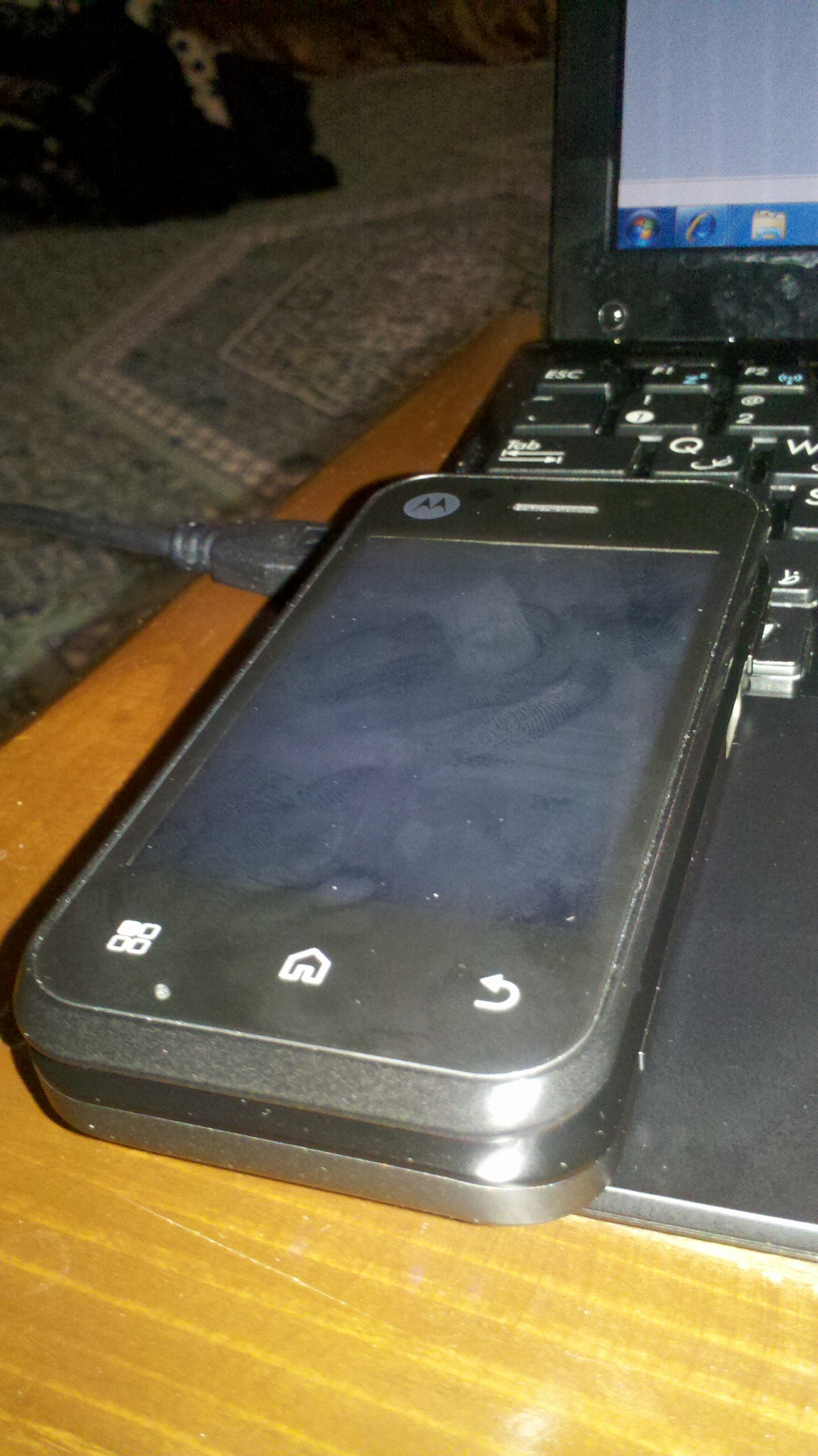
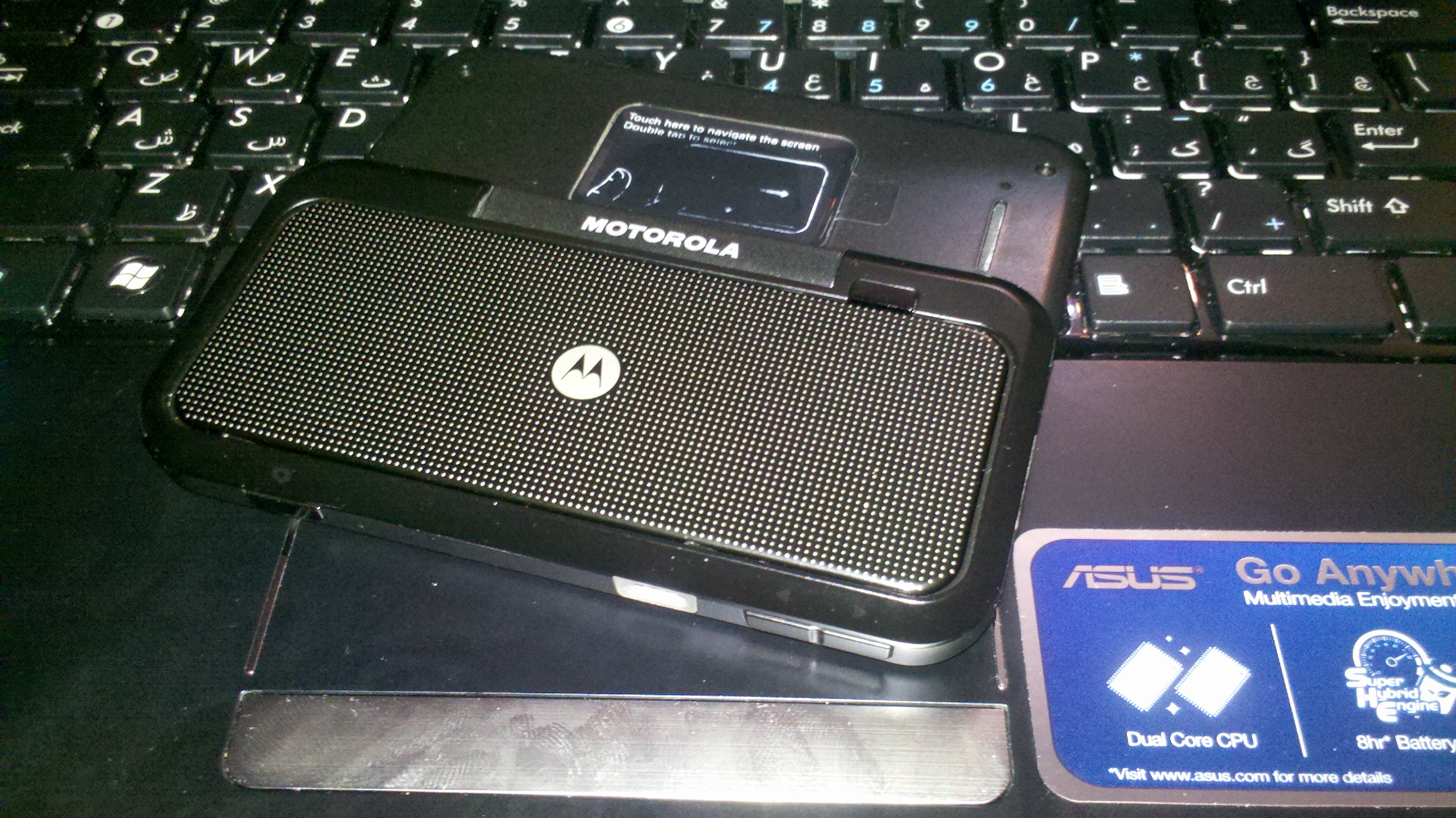
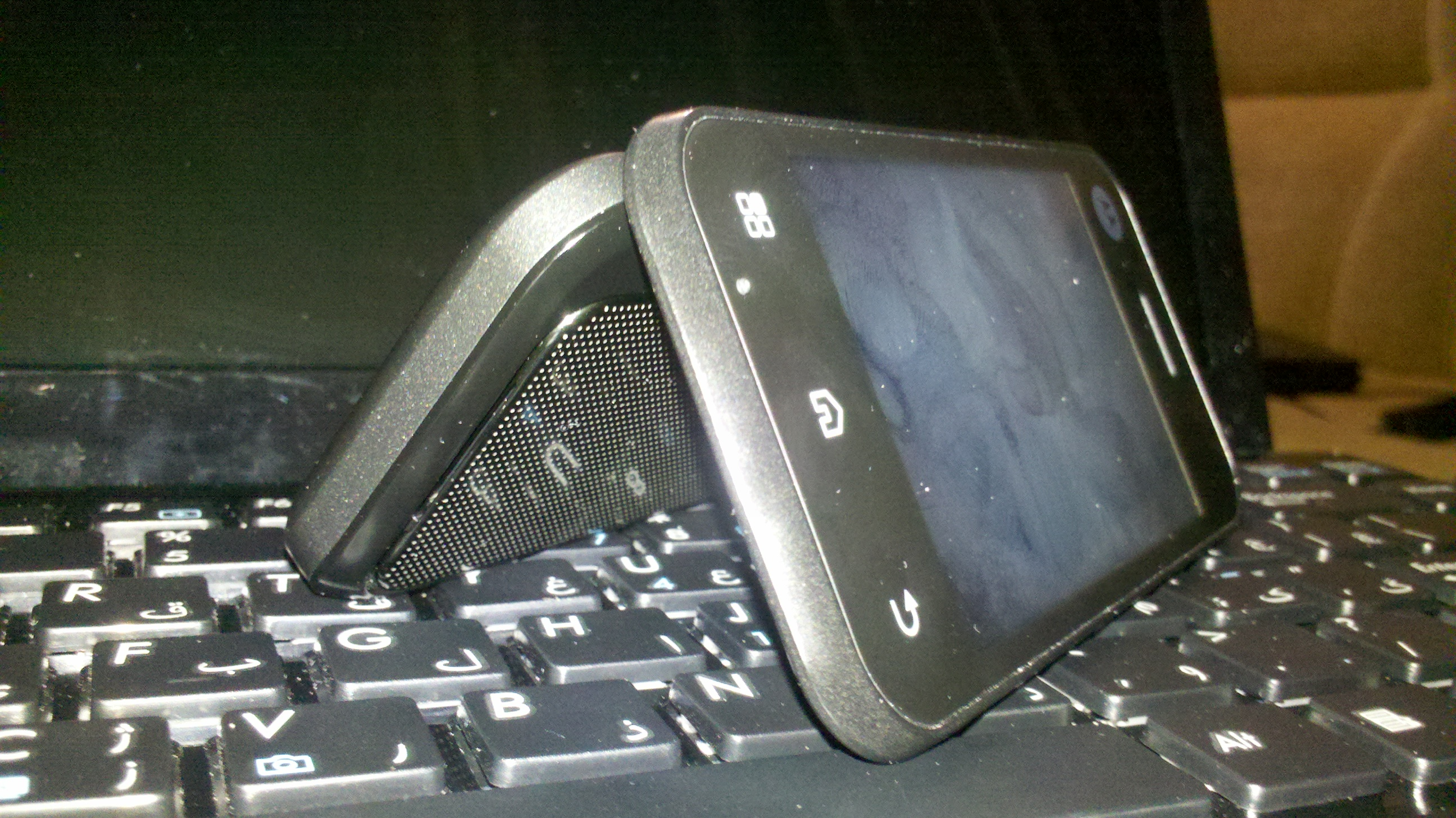

## الخصائص
- نظام التشغيل: أندرويد
- الكاميرا الخلفية: 5 ميجابكسل
- الوزن: 133 غ (4.7 أونصة)
- المعالج: 528 ميجا هرتز
- الذاكرة: 256 ميجابايت